# Риграсо (Кунео)
Риграсо је насеље у Италији у округу Кунео, региону Пијемонт.
Према процени из 2011. у насељу је живело 54 становника. Насеље се налази на надморској висини од 314 м.